# Badia (isola)
Badia, Badia San Francesco o Badia d'Ottoc (in croato: Badija) è la maggiore delle isole dell'arcipelago di Curzola, nella Dalmazia meridionale, in Croazia. Amministrativamente appartiene al comune della città di Curzola, nella regione raguseo-narentana.

## Geografia
L'isola si trova nelle acque del canale di Sabbioncello, a est di punta Croce o Santa Croce (rt Križ) che delimita a oriente porto Pedocchio, Pedoccio o Peocio, la profonda insenatura a est della città di Curzola.
Badia ha una superficie di 0,97 km², uno sviluppo costiero di 4,16 km, la sua altezza massima è di 74,9 m. La sua distanza minima dalla costa dell'isola di Curzola è di 170 m. A sud, assieme a Plagna e a Petrara, racchiude il tratto di mare chiamato Porto Badia (kanal Ježevica) situato tra le città di Curzola e Lombarda. L'isola è coperta da una fitta macchia di pini e cipressi.

### Isole adiacenti
- Lusgnago[6][13][14], Lusnago[15], Lusnac[8][12] o Lukgnak[9] (Lučnjak), isolotto disabitato 0,55 km[2] a nord-est di Badia con una superficie di 0,012 km²[1], la costa lunga 0,41 m[1] e l'altezza di 10,5 m[2] 42°57′42″N 17°10′16″E. Una secca dallo stesso nome (plićak Lučnjak) si trova a nord di Badia, segnalata da un faretto[16] 42°57′36.74″N 17°09′52.98″E.
- Carober[3][8][12][15][17] o scoglio Rogacich[9] (Rogačić), disabitato, di forma arrotondata, si trova 300 m[2] a nord-est di Badia; la sua superficie è di 0,014 km²[1], lo sviluppo costiero di 0,44 km[1] 42°57′23″N 17°10′13″E.
- Plagna (Planjak), a sud.
- scoglio Berretta[18] o Beretta[19] (Baretica), piccolo scoglio arrotondato a sud, nel Porto Badia; ha un'area di 2259 m²[10] 42°56′52″N 17°09′45″E.

## Storia

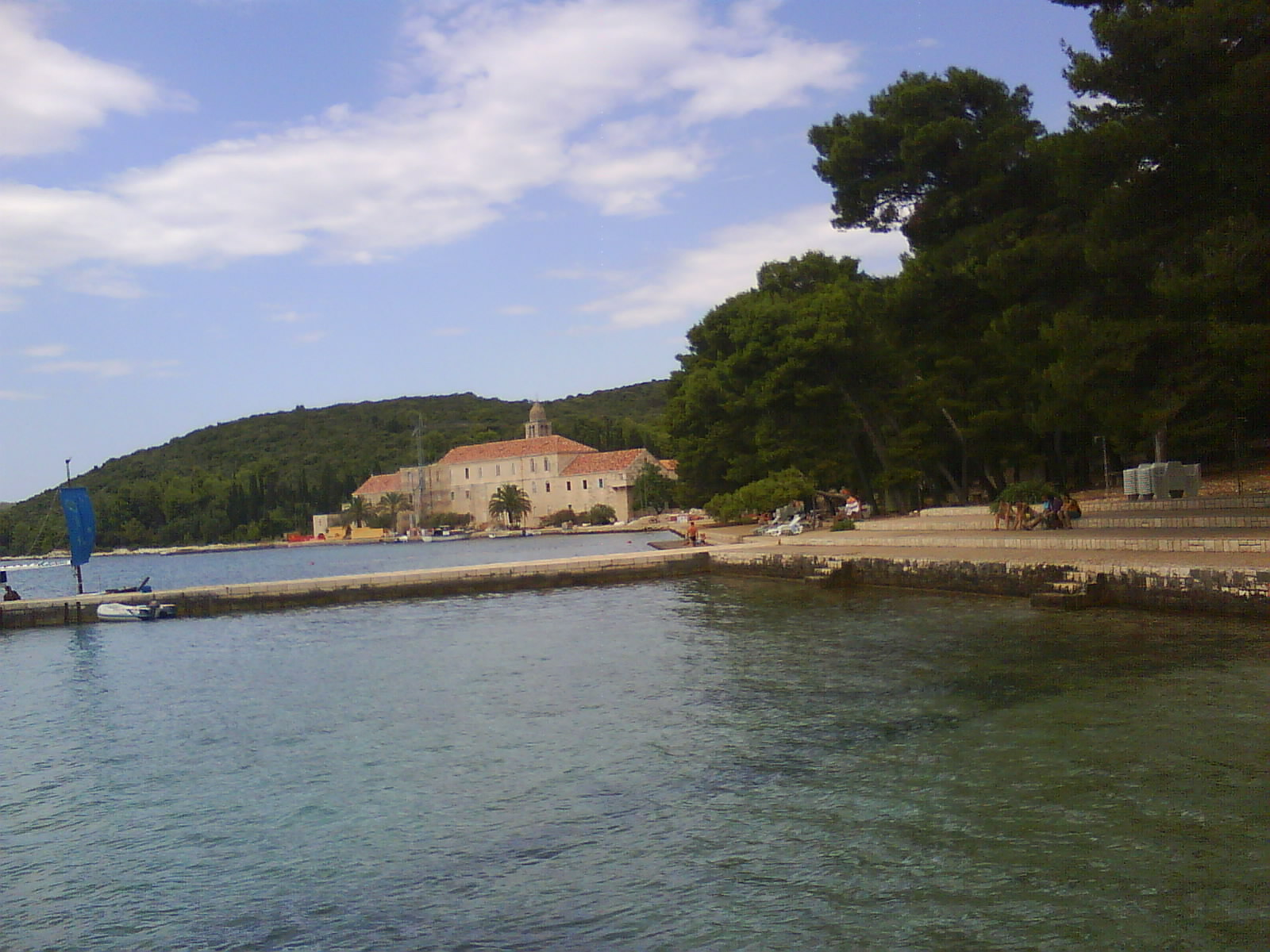
Il monastero francescano

L'isola è menzionata per la prima volta nel 1368 con il nome di Scoleum Sancti Petri o scoglio di San Pietro per un'abbazia di benedettini di questo titolo che vi sorgeva.
Dal 1392, sulla riva sud, fu eretto un monastero, chiamato anche convento della Madonna delle Grazie, dai francescani bosniaci della provincia di San Girolamo, invitati dalla comunità di Curzola. La chiesa attuale è in stile gotico-rinascimentale, di cui è notevole il rosone della facciata, ed è dedicata alla Madonna della Misericordia. Il chiostro monumentale è stato costruito da artigiani di Curzola fra il XV e il XVI secolo: gli archi delle trifore gotiche poggiano su esili colonnine. Nel 1909 il monastero fu ampliato, ma dopo la Seconda guerra mondiale i francescani abbandonarono l'isola, che era stata confiscata dalle autorità comuniste, che destinarono l'isola prima a base militare e poi a centro sportivo.
Nel 1958 fu girato a Badia il film bosniaco Crni biseri.
Dopo la temporanea presenza di strutture alberghiere, nel 2003 l'isola è stata restituita ai francescani.

### Cartografia
- (HR) Mappa topografica della Croazia 1:25000, su preglednik.arkod.hr. URL consultato il 16 febbraio 2017.
- Quadro d'unione della Carta di Cabottaggio del Mare Adriatico (22 maps), foglio XI, Milano, Istituto geografico militare, 1822-1824. URL consultato il 28 dicembre 2020 (archiviato dall'url originale il 17 dicembre 2021).
- G. Giani, Carta prospettiva delle Comuni censuarie della Dalmazia, fogli 9 e 11, 1839. Fondo Miscellanea cartografica catastale, Archivio di Stato di Trieste.